# گاز اسیدی
گاز اسیدی (انگلیسی: Acid gas) یک نوع خاص از گاز طبیعی یا هر مخلوط گازی دیگر است که حاوی مقدار قابل توجهی از سولفید هیدروژن، کربن دی‌اکسید یا گازهای اسیدی مشابه می‌باشد. اصطلاح گاز اسیدی اغلب به اشتباه با گاز ترش مترادف گرفته می‌شود، گاز ترش به هر گازی که به‌طور خاص حاوی سولفید هیدروژن در مقادیر قابل توجهی باشد اطلاق می‌شود و گاز اسیدی گازی است که حاوی گازهای اسیدی مانند دی‌اکسید کربن یا سولفید هیدروژن باشد؛ بنابراین، دی‌اکسید کربن به خودی خود یک گاز اسیدی بشمار می‌آید ولی بعنوان یک گاز ترش محسوب نمی‌شود.